# Exercițiu Kegel
Exercițiile Kegel, denumite astfel după dr. Arnold Kegel (1894–1981), sunt exerciții pentru întărirea mușchilor pubococcigieni. Exercițiile constau în contractarea și relaxarea mușchilor care sunt parte a peretelui pelvian.